# この世の愁い
『この世の愁い』（-よのうれい）は、東海テレビ制作のフジテレビ系列で、1965年5月3日から7月30日まで放送された昼ドラマである。

## キャスト
- 原知佐子
- 原保美
- 富永美沙子

## スタッフ
- 脚本 - 竹内勇太郎
- 演出 - 伏屋良郎